# Der Meister von Nürnberg
Der Meister von Nürnberg  ist ein deutscher Stummfilm aus dem Jahre 1927 von Ludwig Berger. In der Titelrolle spielt Rudolf Rittner.

## Handlung
Der angesehene Stadtschreiber Beckmesser will die Tochter des Goldschmieds Veit Pogner, Evchen, heiraten. Die aber kann den Glatzkopf nicht ausstehen und macht daher den auf den ersten Blick höchst unglaubwürdigen Vorschlag, den sehr viel älteren Schuhmachermeister Hans Sachs zu ehelichen. Der alte Mann ist schon seit geraumer Zeit in die hübsche Eva verliebt und stimmt mit großer Freude dieser Idee zu, betrachtet er sich doch schon jetzt als ihr Bräutigam.
Starke Konkurrenz erwächst dem Meister von Nürnberg ausgerechnet in seinem Lehrling, der in Wirklichkeit Walther von Stolzing heißt und aus gutem Hause stammt. Auch er hat ein Auge auf die brave Bürgerstochter geworfen. Ähnlich wie das Mädchen wollte auch Walther sich einer unerwünschten Eheschließung entziehen. Als er mit Evchen Pogner durchbrennen will, wird er verhaftet. Ein Gedichtwettbewerb soll die Entscheidung bringen, wer das Evchen freien darf. Hans Sachs gewinnt das Wettdichten, überlässt jedoch sein Gedicht dem jungen Walther, als er erkennen muss, dass dieser und Evchen zusammengehören.

## Produktionsnotizen
Der Meister von Nürnberg entstand zwischen Dezember 1926 und April 1927 im Grunewald-Atelier und Phoebus-Atelier und wurde am 20. Juli 1927 erstmals der Zensur vorgelegt. Nachdem das Werk für die Jugend freigegeben worden war, konnte Der Meister von Nürnberg am 5. September 1927 in Berlins Capitol uraufgeführt werden. Der achtaktige Film war 2910 Meter lang. Die Uraufführung war eine Festtagsvorstellung zugunsten der Wohlfahrtskassen der Genossenschaft Deutscher Bühnen-Angehöriger.
Die Filmbauten entwarf Bergers Bruder Rudolf Bamberger, die Aufnahmeleitung hatte Robert Wuellner.
Für den Titelhelden spielenden Rittner, der auch am Drehbuch mitgewirkt hatte, bedeutete Der Meister von Nürnberg seinen größten Filmerfolg.

## Kritiken
„Man hat Hans Sachs aus der biederen Handwerkeratmosphäre herausgenommen und ihn zum Mittelpunkt des ganzen Filmes gemacht. Er ist hier weniger der derbe, biederehrliche Schuhmachermeister, sondern ein gar geschickter Kommunaldiplomat, der nebenbei Liebesfäden knüpft. (…) Der Regisseur Berger zeichnet sich aus durch einen urgesunden Humor. (…) So hat er dem Stolzing das Gesicht eines frechen Lausbuben gegeben, und das Evchen ist ein ganz verflixtes Rackerchen. Die Herren vom Rat scheinen aus Schilda zu stammen, Beckmesser hat hier nicht den tragischen Unterton wie bei Wagner, sondern ist ein verliebter Narr, und durch die Raufszenen geht ebenso wie durch die Ratsverhandlungen ein von Zeit zu Zeit aufbrausendes, mindestens aber immer innerlich gluckerndes Lachen. In der Darstellung überragt Rudolf Rittner, dessen Hans Sachs eine geradezu prachtvolle Figur ist.“

Paimann’s Filmlisten resümierte: „Die Handlung, welche sich anfänglich ziemlich eng an die Oper hält, weicht dann zu ihrem Vorteil stark ab. Es entwickelt sich eine ganz nette, sauber gearbeitete Filmkomödie, die sich nur leider einige wirksame Szenen des Vorwurfes entgehen läßt. Der Regie fehlt es zwar oft an Tempo, während sie wieder die Stimmung der kleinen mittelalterlichen Stadt gut getroffen, welche auch die Bauten unterstreichen. Die Photographie ist außerordentlich schön, manche Szenen stimmungsvoll, dies besonders in den Nachtbildern. Die Darstellung ist auf anständiger Höhe, Rittner als Hans Sachs der Beste, in manchen Szenen meisterhaft, Fröhlich ein frischer, sympathischer Junker Walther. Nicht ganz zureichend ist das Evchen der Maria Solveg, deren Persönlichkeit nicht dem Bilde des deutschen Mädchens dieser Zeit entspricht.“

„Es wird immer ein schweres Experiment sein, Richard Wagner zu verfilmen. Das hat natürlich auch ein so kluger Regisseur wie Ludwig Berger gewußt. Er hat sich daher mit seinem Film „Der Meister von Nürnberg“ (1927) fast gar nicht an Wagners Oper angelehnt. Für seinen Film verjüngte er Hans Sachs und stellte Walther Stolzing breiter in die Handlung, um ein Volksstück sowohl im Sinne des Mittelalters als auch der Neuzeit zu schaffen. Die ganze Bildgestaltung erinnert daher viel an die Manier der alten Holzschnitte eines Dürer und die Dekorationen an die Spitzwegmanier. Als Meister von Nürnberg ragt der Schauspieler Rudolf Rittner hervor, als Eva die Maria Solveg.“